# Tomáš Jakoubek
Tomáš Jakoubek, né le 17 décembre 1999 à Jablonec nad Nisou, est un coureur cycliste tchèque. Il est membre de l'équipe ATT Investments.

## Biographie
En 2017, Tomáš Jakoubek est sélectionné en équipe nationale pour disputer Paris-Roubaix juniors (moins de 19 ans). L'année suivante, il finit cinquième du Mémorial Henryk Łasak. Il se classe ensuite sixième du Tour of Malopolska en 2019, puis deuxième du championnat de République tchèque sur route espoirs en 2020. 
À partir de 2021, il intègre la formation continentale Topforex-ATT Investments. Bon grimpeur, il termine septième du Tour of Malopolska en 2023, tout en ayant remporté une étape. Il s'agit de son premier succès obtenu sur une compétition inscrite au calendrier de l'UCI.

## Palmarès

### Par année
- 2020
  - 2e du championnat de République tchèque sur route espoirs
- 2023
  - 2e étape du Tour of Malopolska
  - 3e étape de la Course de Solidarność et des champions olympiques

### Classements mondiaux
| Année                                 | 2018  | 2019  | 2020 | 2021  | 2022  | 2023 |
| ------------------------------------- | ----- | ----- | ---- | ----- | ----- | ---- |
| Classement mondial                    | 2024e | 2079e | 914e | 2123e | 2288e | 594e |
| UCI Europe Tour                       | 1347e | 1359e | 723e | 1441e | 1436e | nc   |
|                                       |       |       |      |       |       |      |
| Légende : nc = non classéSource : UCI |       |       |      |       |       |      |